# Stenilema subaurantiaca
Stenilema subaurantiaca là một loài bướm đêm thuộc phân họ Arctiinae, họ Erebidae.